# In the Disco
In the Disco – utwór bośniackiego wokalisty Fuada „Deena” Backovića, napisany przez Vesnę Pisarović, nagrany oraz wydany w 2004 roku na drugim albumie studyjnym artysty pod tym samym tytułem.

## Historia utworu

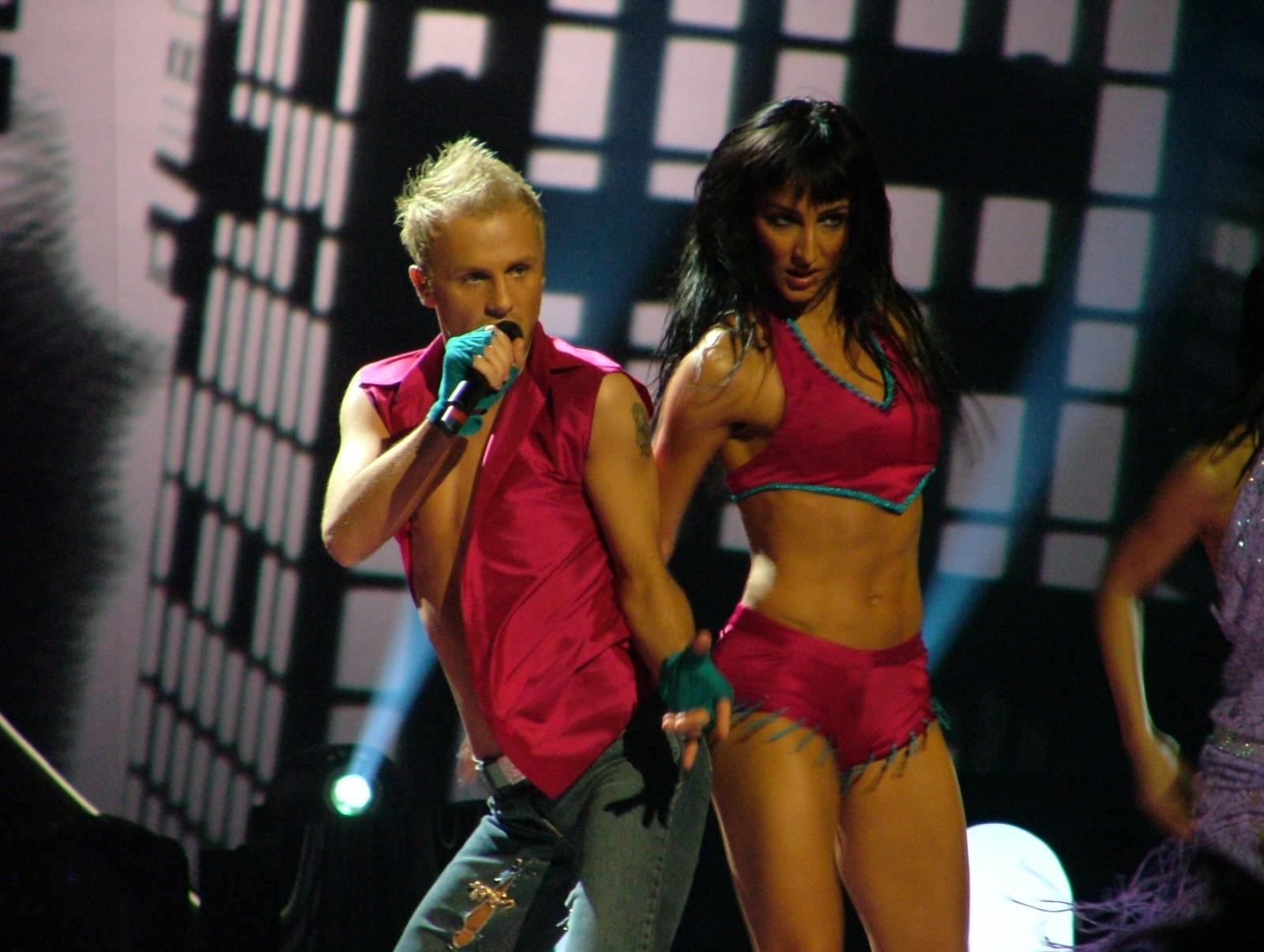
Deen w finale 49. Konkursu Piosenki Eurowizji w 2004 roku

### Konkurs Piosenki Eurowizji 2004
Utwór reprezentował Bośnię i Hercegowinę podczas 49. Konkursu Piosenki Eurowizji w 2004 roku, wygrywając w marcu specjalny koncert eliminacyjny, w którym wybierana była konkursowa propozycja dla wybranego wewnętrznie przez krajowego nadawcę Deena. Singiel zdobył łącznie 10 punktów w głosowaniu komisji jurorskiej i telewidzów, pokonując pozostałe cztery utwory wykonane przez wokalistę. Po finale selekcji artysta wyruszył w trasę promocyjną piosenkę, występując w kilku programach telewizyjnych nadawanych w Stambule, gdzie odbywał się konkurs. 21 kwietnia wziął udział w konferencji prasowej, zorganizowanej w bośniackim konsulacie w Turcji. 
Na tydzień przed finałem Konkursu Piosenki Eurowizji, tj. 8 maja, w hotelu Polat Rennaisance odbyła się promocyjna impreza delegacji bośniackiej, podczas której Deen zaprezentował swoją konkursową propozycję. W tym samym czasie odbywały się próby do występu. W środę 12 maja wokalista zaprezentował singiel podczas koncertu półfinałowego i awansował do finału 7. miejsca. Trzy dni później utwór zajął ostatecznie 9. miejsce w końcowej klasyfikacji, zdobywając łącznie 91 punktów.
Oficjalny teledysk do utworu został opublikowany na początku kwietnia 2004 roku. Klip nakręcono w Belgradzie za 20 tysięcy euro, za jego realizację odpowiedzialna była firma Code.

## Lista utworów
CD Single
1. „In the Disco” – 2:56